# وینس کلارک
وینس کلارک (انگلیسی: Vince Clarke؛ زادهٔ ۳ ژوئیهٔ ۱۹۶۰) موسیقی‌دان و آهنگساز اهل بریتانیا است. وی از سال ۱۹۷۷ میلادی تاکنون مشغول فعالیت بوده‌است.